# Босоногий Ґен
Босоногий Ґен (яп. はだしのゲン, Hadashi no Gen) — японська історична серія манґи Кейдзі Накадзави, що розповідає про досвід автора, який пережив атомне бомбардування Хіросіми. Події розпочинаються у 1945 році в Хіросімі, Японія, де шестирічний Ґен Накаока живе зі своєю родиною. Після того, як Хіросіма була зруйнована бомбардуванням, Ґен та інші вцілілі мають справу з наслідками. Серіал публікувався в кількох журналах, зокрема у Weekly Shonen Jump, з 1973 по 1987 рік. Він був адаптований у трьох повнометражних фільмах режисера Тенґо Ямади, які виходили з 1976 по 1980 роки. Компанія Madhouse випустила два аніме-фільми, один у 1983 році, а інший у 1986 році. У серпні 2007 року в Японії на телеканалі Fuji TV у прямому ефірі виходив дводенний телевізійний драматичний серіал.
Мультиплікатор Кейдзі Накадзава створив Ore wa Mita (перекладається як «Я бачив це»), розповідь очевидця про руйнування Японії від атомної бомби, для Monthly Shōnen Jump у 1972 році. Він був опублікований у Сполучених Штатах видавництвом Educomics у 1982 році. Накадзава почав працю над довшим, автобіографічним Hadashi No Gen («Босоногий Ґен») у номері Weekly Shōnen Jump за 4 червня 1973 року. Його скасували через півтора року та перемістили до трьох інших, менш розповсюджених журналів: Shimin, Bunka Hyōron та Kyōiku Hyōron. Манґа почала з'являтися в японських книжкових колекціях у 1975 році.

## Витоки
Раніше Накадзава не наважувався публікувати автобіографічну розповідь про вибухи в Хіросімі. Значна частина його ранніх робіт як ілюстратора далеко відійшла від цієї теми. Однак його думки з цього приводу змінилися після смерті матері. Після того, як її кремували, кістки, які зазвичай залишалися, також перетворилися на попіл через радіоактивний цезій, що послаблював її кістки, і це дуже засмутило Накадзаву. Саме це надихнуло його нарешті зіткнутися зі своїм минулим і почати включати тему бомбардувань у свою творчість. Тим не менш, його робота все ще не була автобіографічною з різних причин. Він знав, що з тими, хто вижив під час бомбардувань, часто погано поводяться і дивляться на них зверхньо. Він також боявся, що люди подумають, ніби він намагається зробити бізнес на своєму досвіді. Поєднання тиску з боку редакторів журналу Shonen Jump і його все більш пацифістських поглядів змусило його нарешті почати писати свою історію в «Босоногому Ґені», перший розділ якого вийшов у 1973 році.

## Сюжет

### Том 1: Мультфільм про Хіросіму
Історія починається в Хіросімі в квітні 1945 року. Шестирічний Ґен Накаока та його родина живуть у злиднях, намагаючись звести кінці з кінцями. Його батько, Дайкіті, закликає їх «бути як пшениця» (яка росте міцною, незважаючи на те, що її топчуть) і критично ставиться до війни. Коли він напивається на обов'язкових бойових навчаннях і нецензурно висловлюється на адресу свого інструктора, сім'ю Накаока таврують як зрадників, які стають об'єктами переслідувань і дискримінації від сусідів. Щоб відновити честь своєї родини, старший брат Ґена Кодзі приєднується до Імперського флоту всупереч волі Дайкіті. Його командир піддає його жорстокому тренуванню, що доводить одного з його друзів до самогубства. 6 серпня 1945 року на Хіросіму скинуто атомну бомбу. Дайкіті та брати і сестри Ґена гинуть у пожежі, але він і його мати втікають. Шок змушує її передчасно народити Томоко, його сестру.

### Том 2: День після
Через кілька днів після нападу Ґен і його мати бачать жахіття, спричинені бомбою. Хіросіма лежить у руїнах, повна загиблих і вмираючих від опіків та променевої хвороби. Ґен зустрічає Нацуе, дівчинку, яка дуже нагадує його загиблу сестру. Її обличчя сильно обгоріло, вона намагається накласти на себе руки, але Ґен переконує її жити далі. Ґен залишає її, щоб знайти рис, а його мати всиновлює Рюту, сироту, який виглядає дуже схожим на його молодшого брата Сіндзі. Після того, як Ґен повертається до їхнього згорілого будинку і знаходить останки батька та братів і сестер, він із сім'єю переїжджає до подруги Кіміє — Кійо. Скупа свекруха Кійо вступає у змову зі своїми розпещеними онуками, щоб вигнати Накаока, неправдиво звинувачуючи дітей і Кіміє у крадіжці рису, який насправді вкрали онуки.

### Том 3: Життя після бомби
Сім'я марно шукає нове житло. Розкаяна Кійо знову запрошує їх до себе, але її свекруха вимагає орендну плату. Ґен шукає роботу, щоб заробити грошей. Один чоловік наймає його доглядати за своїм братом Сейдзі, який сильно обгорів з голови до ніг і живе у злиднях. Хоча Сейдзі спочатку неохоче ставиться до Ґена, з часом він теплішає до нього. Ґен дізнається, що Сейдзі — художник, який втратив волю до життя, бо через опіки не може тримати пензля. Ґен допомагає Сейдзі навчитися малювати зубами, але врешті-решт художник помирає від отриманих травм. 14 серпня імператор Хірохіто оголошує по радіо про капітуляцію Японії. Коли Кіміє потрібен лікар, Ґен не може знайти нікого, хто б погодився допомогти без оплати грошима чи їжею.

### Том 4: З попелу
Після капітуляції Японії американські окупаційні війська почали прибувати, щоб допомогти у відновленні. Почувши чутки про американців, Ґен і Рюта озброюються пістолетом, який вони знаходять у покинутому схованці зброї. Їхні страхи зменшуються, коли американці дають їм цукерки, але вони бачать групу американських солдатів, які вилучають органи з трупів для медичних досліджень. Свекруха Кійо знову виселяє сім'ю Ґена після того, як Ґен свариться з її онуками, змушуючи сім'ю переїхати в покинуте бомбосховище. Ґен, Рюта та їхня родина помирають від недоїдання, і вони намагаються вбити собаку заради їжі, але не можуть цього зробити. Ґен і Рюта крадуть банки з тим, що вони вважають американською їжею, але є презервативами. Вони знову крадуть в американців, за допомогою місцевої якудзи. Якудза зраджують Ґена і Рюту, змушуючи Рюту вбити двох членів банди. Маса (ватажок конкуруючої банди) вражений Рютою і бере його до себе. Перед втечею з якудза Рюта залишає гроші під дверима Ґена.
Ґен повертається до школи, і його та дівчинку на ім'я Мітіко висміюють через те, що вони лисі. Він захищає Мітіко, і їм кидають виклик — піднятися на високу вежу; хто перший повернеться з голубиним яйцем, той і виграє. Коли Ґен і хуліган піднімаються, вежа починає руйнуватися під ними, і Ґен рятує хулігана від падіння. Мітіко розповідає Ґену, що американський солдат зґвалтував її сестру, яка після цього стала повією, щоб прогодувати Мітіко. Ґен повертається додому і виявляє, що Томоко зникла.
Підозрюючи, що хуліган знає про зникнення Томоко, Ґен стежить за ним і дізнається, що той використовує Томоко, щоб обдурити матерів, які помирають від гострого променевого синдрому, і змусити їх думати, що вона — їхня зникла дитина. У Томоко розвивається променева хвороба, і її лікар каже, що без дорогих американських ліків вона помре. Ґен і викрадачі не можуть зібрати гроші, але це робить корейський сусід Ґена, пан Пак. Ґен повертається до сім'ї і знаходить Томоко мертвою. Його волосся починає відростати.

### Том 5: Нескінченна війна
У грудні 1947 року Рюта (тепер неповнолітній злочинець, який працює на якудзу) відвідує Ґена. Ґен слідкує за Рютою та зустрічає кількох сиріт, у тому числі Кацуко, дівчину, яка постраждала від бомби. Будучи сиротою хібакуся, вона не може відвідувати школу. Ґен дає Кацуко свої книжки, обіцяючи навчити її. Маса вчить Рюту та інших сиріт стріляти, бо хоче, щоб вони вбили Мітея, його суперника. Донґурі (один із сиріт) вбиває Мітея; Ґен заохочує інших тікати, але Маса йде за ними. Рюта стріляє в Масу та його поплічника. Сироти будують імпровізований будинок разом з Ґеном, який живе з ними разом зі старим, якого родичі вигнали через те, що він занадто хворий від радіації, щоб працювати. На Новий Рік роздають рисові коржики для заохочення привітати імператора Хірохіто. Ґен відмовляється вітати його через переконання свого батька та рішення Хірохіто вести війну.
Він дізнається, що місцевий чиновник, який назвав батька Ґена зрадником за підтримку миру і відмовився допомогти визволити батька, брата і сестру Ґена з їхнього будинку, коли впала бомба, балотується на посаду, стверджуючи, що він завжди був за мир. Ґен приходить на передвиборчу зустріч, викриває чиновника, і його виганяють.
Мати Ґена хвора, і її лікар каже, що єдиною її надією є американська Комісія з ліквідації наслідків атомної бомби (ABCC), але Ґен і його мати спочатку відмовляються прийняти американську допомогу. Його мати неохоче звертається до ABCC, яка не пропонує жодної допомоги, окрім досліджень. Коли Ґен рятує дівчинку від хуліганів, він дізнається, що її батько збирає тіла жертв, щоб продати їх ABCC. Комісія винагороджує корумпованих лікарів ліками в обмін на направлення, і Ґен бачить, як хлопці виловлюють черепи з річки, щоб продати їх ABCC. Він вирішує, що виживання за рахунок американців є виправданим, але вчить інших дітей ловити креветок замість черепів.

### Том 6: Писати правду
Діти-сироти з Хіросіми демонструють свою біду американським солдатам, щоб продати черепи жертв. Вони сподіваються купити багато їжі, але їх грабують у поїзді. Величезні мішки з продуктами з чорного ринку викидають з поїзда, з якого вони щойно виїхали. Сироти намагаються сховати їх, але їх ловлять, і вони тікають від поліції.
Кодзі, який працює на шахті, п'є і грає в азартні ігри. Ґен повертається додому з рисом і виявляє, що його матері дуже погано, але вони не можуть дозволити собі викликати лікаря. Рюта грабує казино, щоб заплатити за лікування Кіміє; за ним полює мафія, і він безуспішно намагається втекти з Хіросіми. Він здається поліції.
У липні 1948 року Ґен розбирає стіну, щоб зібрати цеглу на продаж. Дівчина повісилася через радіаційні шрами, через які всі ставилися до неї як до монстра. Ґен пише Кодзі, просячи грошей на оплату лікарняних рахунків їхньої матері. Він рятує Нацуе від самогубства і повертає її до сиріт, просячи Кацуко наглядати за нею. Ґена помилково звинувачують у крадіжці. Нацуе знову намагається накласти на себе руки, і Ґен приводить її з Кацуко подивитися, як хтось шиє ногами і ротом. Вони вирішують навчитися шити і відкрити крамницю одягу.
Ґен бачить, як іншим сиротам добре заплатили за мідь, вкрадену з верфі. Ґен і Мусубі (ще один сирота) потрапляють до рук власників верфі, які хочуть їх убити. Вони тікають, наповнюють свій човен забагато міді, і він тоне. Ґен і Мусубі купують швейну машинку для Кацуко і Нацуе. Через чотири роки після бомбардування люди все ще помирають від променевої хвороби.

### Том 7: Кістки в прах
Через чотири роки після бомбардування Ґен вирішив опублікувати свій роман. Жодне японське видавництво не хоче його друкувати, а Рюта пропонує в'язницю. Ґен звертається по допомогу до пана Пака, який із задоволенням розкриває правду про те, що сталося. Корейці постраждали двічі: від японського поневолення та бомби. За свою допомогу він не хоче грошей. Оскільки Рюта не вміє читати, Ґен читає йому книгу. Описи наслідків бомбардування та благання зробити так, щоб нічого подібного не повторилося, — це занадто для Рюти, і він благає Ґена зупинитися.
Через кілька днів американські солдати привозять їх на окупаційну базу в Куре. Японсько-американський офіцер допитує їх про книгу, адже писати про бомбу в окупованій Японії незаконно. Один із в'язнів пояснює, що команда спеціального призначення намагатиметься зробити з них шпигунів.
Ґен, Рюта і Норо не можуть втекти. Ґен ранить себе цвяхом, розмазує кров і каже іншим поводитися погано, і їх відпускають. Водій таксі розлючений, бо хтось насипав цукру в його бак, що позбавило його засобів до існування. Ґен просить у пана Пака кубики цукру, щоб вивести з ладу американські джипи та вантажівки, створивши роботу для японських механіків.
Він застає свою матір вдома з лікарні, начебто вилікувану, але Акіра каже, що їй залишилося жити чотири місяці, а вона про це не знає. Ґену й Акірі важко вдавати, що все добре. Коли вона розповідає про свій шлюб з їхнім батьком за домовленістю, якого вона дуже полюбила, і про те, як людей, що виступали проти війни, катували і вбивали ще до її початку, Ґен вирішує заробити грошей, щоб відправити матір востаннє відвідати Кіото. Він дізнається, що збирання екскрементів на добриво є прибутковою справою.
Кодзі приїжджає, почувши про їхню матір. Йому соромно, що він витратив гроші, які мав би відправити додому, і Ґен дає йому зароблені гроші, щоб він міг сказати, що везе їх усіх до Кіото. Коли вони приїжджають, вона каже, що тепер може померти щасливою і возз'єднатися з їхнім батьком. Вона знала, що не вилікувалася, оскільки її біль у шлунку не припинявся. Коли вона помирає, Ґен відмовляється від кремації. Він має намір привезти її тіло до Токіо, щоб генерал МакАртур побачив його, вибачився за використання бомби і пообіцяв ніколи більше так не робити. Він хоче, щоб Імператор — який оголосив війну як бог, а потім визнав себе смертним, коли програв — вибачився перед нею і взяв на себе відповідальність за війну. Кодзі мусить нокаутувати його, щоб їхню матір кремували, вважаючи, що одна людина не може цього зробити, а вся Японія повинна підняти свій голос разом. Ґен відчуває себе спустошеним, доки йому не сняться батьки, які заохочують його бути схожим на пшеницю.

### Том 8: Торговці смертю
До 25 червня 1950 року Японія опинилася під загрозою втягнення в Корейську війну. Ґен і його вчитель, пан Ота, хочуть, щоб кожен зробив усе можливе, щоб запобігти війні; президент класу Айхара вважає, що війна неминуча і необхідна, і викликає Ґена на бій після уроків. Він дає Ґена ножа, і той перемагає.
Американці забороняють антивоєнні протести, але Айхарі проламують череп. Вони дізнаються, що Айхара також був сиротою і його всиновила жінка, за якою він ходив, бо вона була схожа на його матір. Помираючи від лейкемії, він намагається покінчити життя самогубством, бо не може дивитися смерті в очі. Рюта і Ґен повертають його до життя, влаштовуючи бейсбольний матч біля його будинку, і Айхара добре подає м'яч.
Вони застають пана Оту п'яним, і він купує їм саке. Він ненавидить Національний поліцейський резерв генерала МакАртура, створений нібито для підготовки поліцейських, але насправді для створення армії для використання в Кореї. Поліція Хіросіми оголосила, що заарештовуватиме кожного, хто протестуватиме проти війни. Ґен напивається і планує відзначити річницю бомбардування наступного дня; всі дзвонять у дзвони і моляться за мир. Пан Ота нібито звільняється, і Ґен бачить, як хтось вводить собі метамфетамін ін'єкційним шляхом. Під час війни солдати отримували філопон (оригінальна торгова назва метамфетаміну). В Японії він легальний, і багато людей є залежними від нього. Ґен п'є віскі, коли у Нацуе розвивається апендицит та її потрібно госпіталізувати на два тижні. Він знаходить пана Ота під кайфом і дізнається, що той не звільнився самостійно — його звільнив МакАртур під час «Червоної чистки». Людям кажуть, що профспілкові активісти чинять саботаж. Ґен благає пана Оту не здаватися. Сироти скидаються, щоб пан Ота навчав їх у себе вдома — навіть Рюта, який не ходив до школи після бомбардування. Він обіцяє відкрити нову школу. Ґен, співчуваючи корейцям, боїться, що на Японію нападуть за те, що вона приймає американські літаки.
Шрам Нацуе знову відкрився, і їй потрібна ще одна операція. Через опромінення вона не одужує і йде до Іцукаїті, щоб зробити горщик; Рюта пропонує шукати її. Місто планує знести будинок Ґена, щоб прокласти дорогу, і брати мають 30 днів на переїзд. Ґен допомагає жінці в Іцукаіті і знаходить Нацуе в її будинку. Нацуе каже, що це горщик для її праху, але Ґен хоче, щоб вона жила. Вони з Кодзі напиваються. Ґен підслуховує розмову Кодзі з його дівчиною Хіроко, яка не хоче чекати два роки, щоб одружитися і забрати Акіру та Ґена до себе. Акіра вирішує поїхати до Осаки і стати бізнесменом заради миру, а Ґен вирішує бути самостійним і боротися за збереження їхнього дому. У жовтні 1950 року загроза війни зростає.

### Том 9: Руйнування кордонів
Ґен і Рюта марно кидають каміння з даху, намагаючись протистояти знесенню будинку Ґена. Нацуе закінчує роботу над горщиком і повертається додому до сиріт, які святкують приєднання Ґена до них. Він бачить тріщину в горщику, який падає і розбивається. Нацуе надто хвора, щоб зробити новий. Ґен тікає, розбивши горщик навмисне, щоб дати їй причину жити і зробити ще один. Нацуе помирає від раку товстої кишки 30 грудня 1950 року, в день, коли МакАртур переконує президента Трумена планувати використання ядерної зброї в Кореї. Представники Комісії з питань жертв атомних бомбардувань (ABCC) пропонують заплатити 30 000 єн і організувати кремацію Нацуе, щоб комісія могла шукати ліки від променевої хвороби, але Ґен гнівно посилає їх геть.
Прах Нацуе ховають у січні в урні, яку виготовив Ґен. Вони хочуть поховати її на горі Хідзі, але дізнаються, що ABCC має там будівлі для трупів з Хіросіми. Ґен вирішує поховати Нацуе з родиною, але хлопчик вихоплює коробку з урною і тікає. Дідусеві соромно, що його онук — злодій, але хлопець відчайдушно намагається дістати дідові олійні фарби, щоб закінчити його картину.
Ґен отримав інструменти Сейдзі після його смерті, щоб закінчити його картину, але він так і не зробив цього. Він хоче віддати їх дідусеві, який у відчаї знищує всі свої картини. Коли Ґен все ж приносить йому фарби, старий каже йому: «Мистецтво не має кордонів». Ґен вирішує поєднувати мистецтво із зароблянням на життя, навчаючись на художника вивісок. Він випадково псує вивіску на терміновому замовленні і обіцяє полагодити її безкоштовно, але дідусь пропонує взяти його на себе і починає вчити Ґена перспективі.
Куросакі, інший працівник, заздрить Ґену. Втративши всю свою сім'ю, він потрапив до буддійського монаха, який привіз його на острів разом з 15 іншими сиротами на рабську працю. Коли одна з дівчат захворіла, монах не відвіз її до лікарні, і вона померла. Куросакі ледве втік з острова, і його втішила красива веселка на намальованому знаку. Ґен і сироти бачать вивіску з рекламою лекції голови району, який назвав батька Ґена зрадником, але веселка заспокоює їх. Ґен хоче будувати веселкові мости від країни до країни у світі без кордонів, вільному від війни.

### Том 10: Ніколи не здавайся
У березні 1953 року Ґен закінчує середню школу, вчиться малювати і працює в майстерні вивісок. Пан Ота відкриває свою школу, де навчається 10 учнів. 28 квітня 1953 року договір зі США поклав початок незалежності Японії. У кривавий травневий день того року несанкціоновані демонстранти зіткнулися з поліцією біля Імператорського палацу; спеціальний випуск журналу від 6 серпня шокував Японію небаченими раніше фотографіями руйнувань від бомбардувань. Прем'єр-міністр розпустив нижню палату парламенту після того, як обізвав одного з депутатів зневажливим ім'ям.
На випускній церемонії Ґен протестує проти виконання національного гімну і розповідає про військові злочини імператора. Коли він намагається встигнути на трамвай, на нього випадково наштовхується вродлива дівчина, і він закохується. Пана Амано та Ґена «звільняють» з майстерні вивісок (де їм не платили) за те, що вони заперечували проти мілітаристських розмов власника пана Накао. Ґен знову бачить дівчину і йде за нею додому. Пан Накао, її батько, забороняє їй мати з ним справу. Мусубі затримується допізна після того, як власник бару робить йому енергетичний коктейль. Рюта запрошує Міцуко (дівчину) на побачення і показує їй альбом Ґена з її малюнками та зізнаннями в коханні. Вона пояснює, що батько заборонив це робити, але блокнот вражає її. Батько каже їй, що вона — найважливіша річ у його житті; він мріє бачити її одруженою з ідеальним чоловіком, і щоб вона народила йому онуків. Мусубі повертається до бару, щоб випити ще один енергетичний коктейль, який, як йому сказали, сповнений вітамінів. Міцуко бере в крамниці адресу Ґена, щоб подякувати йому за блокнот, і погоджується позувати для нових ескізів.
27 липня 1953 року підписано корейське перемир'я. Сукні добре продаються, але Рюта і Кацуко цікавляться, де Мусубі. Ґен і Міцуко йдуть до святилища Іцукусіма і плачуть, що наприкінці війни майже всіх оленів було вбито заради їжі. Міцуко каже, що вважає себе вбивцею, бо коли впала бомба, вона (маленька дитина) не змогла нести поранену матір і втекла, рятуючи своє життя. Ґен також покинув свого батька, сестру і брата. Дорогою додому Ґен стикається у трамваї з Мусубі, який виглядав дуже погано. Той штовхає Ґена і біжить до бару за випивкою, за яку він не може заплатити. Йому кажуть, що він мучитиметься кілька днів, бо він залежний, а «вітаміни» — це нелегальні наркотики. Він краде гроші з заощаджень сиріт у крамниці одягу, щоб заплатити за нові уколи. Він повертається додому, стверджуючи, що почувається добре і вибачається за свою відсутність, але Ґен застає його за приготуванням до уколу і ламає голку. Мусубі тікає, щоб не зіткнутися з ломкою.
Хіросімська ABCC оголошує про різке зростання захворюваності на лейкемію серед тих, хто пережив атомне бомбардування. Міцуко хоче стати лікарем, розповідаючи про те, як якудза використовувала дітей-сиріт Хіросіми для вбивства інших гангстерів. У неї розвивається лейкемія, і вона помирає. Її батько звинувачує в цьому Ґена, який звинувачує мілітаризм пана Накао. Мусубі проїдає свої заощадження і намагається вдертися до бару, щоб дістати більше наркотиків, але його б'ють і залишають помирати. Перед смертю він повертається до сиріт і в усьому зізнається. Ґен присягається помститися, але Рюта (який вже вбив двох гангстерів) оглушає його і каже, що сам про все подбає. Рюта поодинці вбиває всіх продавців наркотиків. Він думає здатися поліції, але Ґен відмовляє його, переконуючи тікати в Токіо. Кацуко вирішує втекти разом з ним, і вони удвох потайки виїжджають на вантажівці. Ґен знову залишається один, але пан Амано пропонує йому теж вирушити в Токіо, щоб і далі розвивати свій талант художника, і оплачує йому квиток на поїзд. Уже сидячи в поїзді, Ґен прощається з Хіросімою і, пам'ятаючи настанови і заповіти батька, приймає рішення жити далі і вистояти проти будь-яких негараздів.

## Тематика
Влада, гегемонія, опір і лояльність — теми, що пронизують увесь серіал. Сім'я Ґена страждає, як і більшість родин під час війни. На початку твору Ґен, як і багато хлопців, щиро вірить у пропаганду про перемогу Японії і те, що всі жертви не марні, але його батько підходить до питання більш прагматично, вважаючи, що війну вже програно, і Японії слід обрати мирний шлях. Хоча японцям наказано платити данину поваги імператору, батько Ґена відкидає пропаганду, а його сім'ю вважають зрадниками. Сім'я Ґена розривається між вірністю один до одного та до уряду, який готовий відправляти підлітків на смертельні місії. У школі його висміюють за погляди батька, а батько карає його за те, що він повторює те, чого там навчився. Ці теми мають більш жорстку перспективу на тлі війни і миру.
У манзі використовується безліч символів. Наприклад, часто зустрічається образ сонця, що символізує і хід часу, і життя, і прапор Японії. Найпомітнішим символом же є образ пшениці. Ґен слідує заповіту батька бути сильним, як пшениця. Батько не раз пояснював дітям, що, вирощуючи пшеницю, її в певний момент топчуть, щоб вона пригнулася, її коріння зміцнилося і вона виросла сильнішою, ніж була раніше.
Промова імператора про капітуляцію, що пролунала по радіо Японії, була також відображена у творі, так само, як і різна реакція на неї дорослих і дітей. Після перших чотирьох томів сюжет змінюється і замість історії про війну стає більш традиційним сьоненом: діти борються з несправедливістю, вплутуються в бійки і знаходять спосіб обійти дорослих. Будні тих, хто вижив і намагається налагодити життя після вибухів, навіть за кілька років показують у деталях, часом надмірно мелодраматично, адже кожна маленька перемога стає великим подвигом, а поразка — трагедією всього життя. Але водночас цей опис дає змогу побачити життя людей, які пережили Хіросіму, — їхній гнів на американців і ту жорстокість, яку щасливіші проявляли до тих, кому пощастило менше за них, особливо до сиріт, дітей і тих, на кому радіація залишила опіки та шрами. Бездомних дітей навіть не брали до школи. Накадзава також показує приховану тему в «Босоногому Ґені», зображаючи корейців в іншій перспективі. Він представляє їх як усвідомлених людей, які також мають пацифістські погляди, подібні до основних персонажів. Тут він показує причину, чому один з корейських персонажів у його творі схожий на головного героя: бо він є пригнобленою меншиною. Сім'ю головного героя дискримінують через те, що вони не хочуть війни, а корейця пригнічують через його походження. Таким чином, автор порушує тему дискримінації азіатів, які жили в Японії під час Другої світової війни. Це показує, як атомна бомба вплинула на різні верстви населення та як люди жили своїм життям до втрати всього. Накадзава вклав у твір чіткий політичний посил.
Але врешті-решт «Босоногий Ґен» — це оптимістичний твір завдяки його тону і кінцівці, що дає надію для головного героя та інших людей Хіросіми — аніме закінчує на моменті, коли Ґен бачить перші паростки на спаленій вщент землі, а манґа — на відправленні в Токіо для досягнення своєї мрії. Замість винесення оцінки бомбардуванню історія зосереджується на тому, чому це ніколи не повинно повторитися. За життя автор говорив, що, можливо, він пережив бомбардування саме для того, щоб створити «Ґена».

## Інші медіа

### Фільми

#### Ігрові
У 1976, 1977 та 1980 роках Тенго Ямада зняв три ігрових фільми. У 2009 році голлівудський продюсер виявив інтерес до манґи.
- «Босоногий Ґен» (1976)
- «Босоногий Ґен: Вибух сліз» (1977)
- «Босоногий Ґен 3: Битва Хіросіми» (1980)

#### Анімаційні
За мотивами манґи було знято два анімаційних фільми, у 1983 та 1986 роках, обидва зняті режисером Морі Масакі для виробничої компанії, заснованої Накадзавою: «Босоногий Ґен» та «Босоногий Ґен 2».
- «Босоногий Ґен» (1983)
- «Босоногий Ґен 2» (1986)

«Босоногий Ґен 2», дія якого відбувається через три роки після бомбардування, зосереджується на виживанні Ґена та дітей-сиріт у Хіросімі.

### Телебачення
Двосерійна теледрама була випущена Fuji Television у 2007 році.

### Театр
Кілька театральних адаптацій «Босоногого Ґена» було зроблено в Японії. У липні 1996 року відбулася прем'єра першої сценічної адаптації англійською мовою в театрі Крусібл у Шеффілді; Постановка була результатом співпраці між Крусібл і токійським театром Дзенсіндзя. Британський театральний режисер Брін Джонс поїхав до Японії у 1994 році, щоб отримати дозвіл Накадзави на адаптацію першого тому серії для п'єси. Джонс повернувся до Шеффілда, щоб разом з компанією Крусібл, Тацуо Судзукі та Фусако Курахарою підготувати дослідження постановки. Накадзава приїжджав до Великої Британії на фінальні репетиції, а також виступав з доповідями після прем'єрних показів. Остаточний рукопис був адаптований і поставлений Судзукі та Джонсом, а переклав його Курахара. Вистава отримала нагороду Японського фестивалю у 1997 році за видатні досягнення у поглибленні розуміння японської культури у Великій Британії.

## Сприйняття
Манґа розійшлася тиражем понад 10 мільйонів копій по всьому світу. 
«Босоногий Ґен» був добре прийнятий тогочасною активістською спільнотою. Активісти використовували його як «інструмент у боротьбі проти ядерної зброї» в розпал холодної війни. 
З 1994 року 2735 оригінальних малюнків до манґи виставлені в Музеї миру Хіросіми, після організованої виставки робіт художника. У 2009 році Накадзава передав музею ще 30 коробок із начерками, журналами, книжками та іншими матеріалами, що стосувалися його роботи. 
Японський уряд представив безкоштовні копії манґи на зустрічі з приводу нерозповсюдження ядерної зброї у Відні 2007 року, пропонуючи представникам усіх державних і приватних компаній прочитати її на першому підготовчому засіданні.
«Босоногий Ґен» отримав 13 місце серед 50 ключових аніме-фільмів на думку оглядачів Британського інституту кінематографії. Журнал Paste дав 15 місце у списку 100 найкращих аніме-фільмів. 
Ефект від падіння бомби та її наслідків переданий у всіх натуралістичних деталях: гори трупів, червоне небо, палаючі будівлі. Ґен бачить людей із шкірою, що плавиться, і жахливими ранами, коли йде ураженою вибухом Хіросімою. Арт Шпігельман, автор коміксу про Голокост «Маус», зізнавався, що сцени з «Ґена», прочитаного ще в 1970-х, навіть за 30 років бачаться йому в кошмарах. «Ґена» він назвав історією про подорож хлопчика пеклом, «Жахами війни» Гої з текстовими бульбашками. Шпігельман також підкреслює чесність і прямоту малюнка, що змушує повірити в неймовірні й неможливі речі, які відбувалися в Хіросімі, називаючи подібний ефект «мистецтвом свідка». Терон Мартін, автор Anime News Network, також зазначає, що заснований на манзі аніме-фільм зберігає всі жахливі деталі бомбардування і його наслідків, і що незалежно від того, наскільки жорстокість на екрані звична глядачеві, кадри виявляються тяжкими і змусили його відійти від екрану через свою важкість.
Англійський видавець манґи Last Grisp 2015 року провів успішну кампанію на Kickstarter, щоб видати 4000 копій манґи в твердій обкладинці та передати їх до бібліотек і шкіл.
Напередодні річниці бомбардування Хіросіми 2020 року Mainichi Shimbun опублікувало на своєму сайті 20 частин зі спрощеного видання манґи, призначеного для японців, які вивчають англійську мову. Цією публікацією вони «сподіваються поширити послання Накадзави: “Більше ніяких Хіросім”, “Більше ніяких Нагасакі” і “Більше ніяких хібакуся”».
У 2023 році інтерес до «Босоногого Ґена» відновився після виходу фільму «Оппенгеймер» про Дж. Роберта Оппенгеймера (фізика-теоретика, відомого як «батька атомної бомби»).

## Скандали
У 2012 році відділ освіти міста Хіросіма вирішив включити манґу до шкільної програми для третьокласників як частину програми з «навчання світу», спочатку планувалося використовувати її в одній школі, а потім поширити на всі школи міста, але пізніше група «Atomic Bomb Survivors Seeking Peace and Security», яка заявляє, що має намір захищати «істинний мир», висловила протест проти використання манґи, тому що вона являє собою «односторонній погляд» на події. У грудні 2012 року доступ до «Босоногого Ґена» був обмежений у початкових і середніх школах Мацуе на тій підставі, що його зображення були надто відвертими для дітей шкільного віку. Обмеження було переглянуто після того, як 44 із 49 директорів шкіл міста звернулися з проханням про його скасування, і воно було знято в серпні 2013 року. Вдова Накадзави, Місайо, висловила шок через те, що доступ дітей до твору був обмежений, сказавши: «Війна жорстока. Серіал виражає це в малюнках, і я хочу, щоб люди продовжували його читати».
У 2014 році адміністрація міста Ідзумісано рекомендувала школам тимчасово прибрати «Босоногого Ґена» з бібліотек, бо манґа містить «вирази, що порушують права людини», зокрема принизливі терміни для жебраків і непрацюючих людей. Манґа мала бути повернута на полиці після того, як «буде готове пояснення дітям про проблемні слова». Асоціація директорів шкіл міста виставила два письмові протести після отримання цього рішення.